# Đuôi cụt Schneider
Đuôi cụt Schneider, tên khoa học Hydrornis schneideri, là một loài chim trong họ Pittidae. Đây là loài đặc hữu của Sumatra ở Indonesia. Môi trường sống tự nhiên của loài chim này là các khu rừng ẩm ướt nhiệt đới hoặc cận nhiệt đới. Loài này bị đe dọa do mất môi trường sống. Nó đã được tái phát hiện vào năm 1988 sau khi được nhìn thấy lần cuối vào năm 1918.